# Freestyle-Skiing-Weltcup 2009/10
Die Saison 2009/10 des von der FIS veranstalteten Freestyle-Skiing-Weltcups begann am 12. Dezember 2009 in Suomu (Finnland) und endete am 20. März 2010 in der Sierra Nevada (Spanien). Ausgetragen wurden Wettbewerbe in den Disziplinen Aerials (Springen), Moguls (Buckelpiste), Dual Moguls (Parallel-Buckelpiste) und Skicross. Höhepunkt der Saison waren die Olympischen Winterspiele 2010, wobei die olympischen Wettbewerbe vom 13. bis 25. Februar 2010 in Cypress Mountain ausgetragen wurden.

## Abkürzungen
- AE = Aerials
- MO = Moguls
- DM = Dual Moguls
- SX = Skicross

## Männer

### Weltcupwertungen
| Gesamtwertung \| Rang \| Name \| Punkte \| \| ---- \| --------------------- \| ------ \| \| 01 \| Anton Kuschnir \| 90 \| \| 02 \| Mike Schmid \| 74 \| \| 03 \| Dale Begg-Smith \| 69 \| \| 04 \| Guilbaut Colas \| 62 \| \| 05 \| Jesper Björnlund \| 55 \| \| 06 \| Christopher Del Bosco \| 50 \| \| 07 \| Audun Grønvold \| 48 \| \| 08 \| Qi Guangpu \| 44 \| \| 09 \| Jia Zongyang \| 41 \| \| 10 \| Andreas Matt \| 39 \| |                       |        |
| Rang | Name                  | Punkte |
| 01 | Anton Kuschnir        | 90     |
| 02 | Mike Schmid           | 74     |
| 03 | Dale Begg-Smith       | 69     |
| 04 | Guilbaut Colas        | 62     |
| 05 | Jesper Björnlund      | 55     |
| 06 | Christopher Del Bosco | 50     |
| 07 | Audun Grønvold        | 48     |
| 08 | Qi Guangpu            | 44     |
| 09 | Jia Zongyang          | 41     |
| 10 | Andreas Matt          | 39     |

| Rang | Name              | Punkte |
| ---- | ----------------- | ------ |
| 01   | Anton Kuschnir    | 540    |
| 02   | Qi Guangpu        | 265    |
| 03   | Jia Zongyang      | 246    |
| 04   | Renato Ulrich     | 215    |
| 05   | Zimafej Sliwez    | 192    |
| 06   | Liu Zhongqing     | 169    |
| 07   | Wu Chao           | 164    |
| 08   | Warren Shouldice  | 152    |
| 09   | Steve Omischl     | 147    |
| 10   | Aljaksej Hryschyn | 144    |

| Rang | Name                   | Punkte |
| ---- | ---------------------- | ------ |
| 01   | Dale Begg-Smith        | 693    |
| 02   | Guilbaut Colas         | 615    |
| 03   | Jesper Björnlund       | 552    |
| 04   | Alexandre Bilodeau     | 347    |
| 05   | Bryon Wilson           | 306    |
| 06   | Maxime Gingras         | 272    |
| 07   | Patrick Deneen         | 263    |
| 08   | Alexander Smyschljajew | 263    |
| 09   | Vincent Marquis        | 261    |
| 10   | Michael Morse          | 238    |

| Rang | Name                  | Punkte |
| ---- | --------------------- | ------ |
| 01   | Mike Schmid           | 815    |
| 02   | Christopher Del Bosco | 547    |
| 03   | Audun Grønvold        | 530    |
| 04   | Andreas Matt          | 432    |
| 05   | Stanley Hayer         | 352    |
| 06   | Xavier Kuhn           | 335    |
| 07   | Tomáš Kraus           | 328    |
| 08   | Lars Lewén            | 272    |
| 09   | Simon Stickl          | 269    |
| 10   | Conradign Netzer      | 224    |

### Podestplätze
| Datum                                                               | Ort                 | Disz. | 1. Platz              | 2. Platz              | 3. Platz                |
| ------------------------------------------------------------------- | ------------------- | ----- | --------------------- | --------------------- | ----------------------- |
| 11.12.2009                                                          | Suomu               | MO 1  | Jesper Björnlund      | Bryon Wilson          | Alexandre Bilodeau      |
| 12.12.2009                                                          | Suomu               | MO    | Jesper Björnlund      | Bryon Wilson          | Nathan Roberts          |
| 16.12.2009                                                          | Méribel             | MO    | Wettbewerb abgesagt.  | Wettbewerb abgesagt.  | Wettbewerb abgesagt.    |
| 19.12.2009                                                          | Changchun           | AE    | Anton Kuschnir        | Liu Zhongqing         | Wu Chao                 |
| 20.12.2009                                                          | Changchun           | AE    | Jia Zongyang          | Qi Guangpu            | Anton Kuschnir          |
| 19.12.2009                                                          | Innichen            | SX    | Mike Schmid           | Xavier Kuhn           | Casey Puckett           |
| 20.12.2009                                                          | Innichen            | SX    | Mike Schmid           | Audun Grønvold        | Conradign Netzer        |
| 05.01.2010                                                          | St. Johann in Tirol | SX    | Simon Stickl          | Daron Rahlves         | David Duncan            |
| 08.01.2010                                                          | Calgary             | MO    | Dale Begg-Smith       | Vincent Marquis       | Alexander Smyschljajew  |
| 09.01.2010                                                          | Calgary             | MO    | Dale Begg-Smith       | Alexandre Bilodeau    | Alexander Smyschljajew  |
| 10.01.2010                                                          | Calgary             | AE    | Jia Zongyang          | Anton Kuschnir        | Aljaksej Hryschyn       |
| 09.01.2010                                                          | Les Contamines      | SX    | Xavier Kuhn           | Stanley Hayer         | Tomáš Kraus             |
| 13.01.2010                                                          | L’Alpe d’Huez       | SX    | Christopher Del Bosco | Tomáš Kraus           | Ted Piccard             |
| 14.01.2010                                                          | Deer Valley         | MO    | Dale Begg-Smith       | Guilbaut Colas        | Dmitri Reicherd         |
| 15.01.2010                                                          | Deer Valley         | AE    | Anton Kuschnir        | Qi Guangpu            | Dsmitryj Daschtschynski |
| 16.01.2010                                                          | Deer Valley         | MO    | Guilbaut Colas        | Dale Begg-Smith       | Alexandre Bilodeau      |
| 20.01.2010                                                          | Blue Mountain       | SX    | Andreas Matt          | Lars Lewén            | Patrick Koller          |
| 21.01.2010                                                          | Lake Placid         | MO    | Guilbaut Colas        | Dale Begg-Smith       | Jesper Björnlund        |
| 22.01.2010                                                          | Lake Placid         | AE    | Anton Kuschnir        | Warren Shouldice      | Ryan Blais              |
| 24.01.2010                                                          | Lake Placid         | SX    | Christopher Del Bosco | Andreas Matt          | David Duncan            |
| 30.01.2010                                                          | Mount Gabriel       | AE    | Anton Kuschnir        | Qi Guangpu            | Renato Ulrich           |
| 12. bis 28. Februar 2010 olympische Wettbewerbe in Cypress Mountain |                     |       |                       |                       |                         |
| 03.03.2010                                                          | Norefjell           | SX    | Wettbewerb abgesagt.  | Wettbewerb abgesagt.  | Wettbewerb abgesagt.    |
| 06.03.2010                                                          | Branäs              | SX    | Mike Schmid           | Christopher Del Bosco | Andreas Matt            |
| 06.03.2010                                                          | Inawashiro          | MO    | Wettbewerb abgesagt.  | Wettbewerb abgesagt.  | Wettbewerb abgesagt.    |
| 07.03.2010                                                          | Inawashiro          | DM    | Wettbewerb abgesagt.  | Wettbewerb abgesagt.  | Wettbewerb abgesagt.    |
| 12.03.2010                                                          | Grindelwald         | SX    | Audun Grønvold        | Mike Schmid           | Christopher Del Bosco   |
| 12.03.2010                                                          | Åre                 | MO    | Jesper Björnlund      | Patrick Deneen        | Maxime Gingras          |
| 13.03.2010                                                          | Åre                 | DM    | Guilbaut Colas        | Maxime Gingras        | Patrick Deneen          |
| 14.03.2010                                                          | Hasliberg           | SX    | Mike Schmid           | Audun Grønvold        | Christopher Del Bosco   |
| 18.03.2010                                                          | Sierra Nevada       | MO    | Guilbaut Colas        | Dale Begg-Smith       | Pierre Ochs             |
| 20.03.2010                                                          | Sierra Nevada       | SX    | Mike Schmid           | Audun Grønvold        | Andreas Steffen         |

## Frauen

### Weltcupwertungen
| Gesamtwertung \| Rang \| Name \| Punkte \| \| ---- \| --------------- \| ------ \| \| 01 \| Li Nina \| 73 \| \| 02 \| Ophélie David \| 67 \| \| 03 \| Jennifer Heil \| 66 \| \| 04 \| Guo Xinxin \| 58 \| \| 05 \| Heather McPhie \| 56 \| \| 06 \| Hannah Kearney \| 56 \| \| 07 \| Ashleigh McIvor \| 55 \| \| 08 \| Xu Mengtao \| 52 \| \| 09 \| Anna Holmlund \| 47 \| \| 10 \| Shannon Bahrke \| 46 \| |                 |        |
| Rang | Name            | Punkte |
| 01 | Li Nina         | 73     |
| 02 | Ophélie David   | 67     |
| 03 | Jennifer Heil   | 66     |
| 04 | Guo Xinxin      | 58     |
| 05 | Heather McPhie  | 56     |
| 06 | Hannah Kearney  | 56     |
| 07 | Ashleigh McIvor | 55     |
| 08 | Xu Mengtao      | 52     |
| 09 | Anna Holmlund   | 47     |
| 10 | Shannon Bahrke  | 46     |

| Rang | Name           | Punkte |
| ---- | -------------- | ------ |
| 01   | Li Nina        | 436    |
| 02   | Guo Xinxin     | 346    |
| 03   | Xu Mengtao     | 314    |
| 04   | Lydia Lassila  | 259    |
| 05   | Zhang Xin      | 254    |
| 06   | Cheng Shuang   | 225    |
| 07   | Evelyne Leu    | 198    |
| 08   | Assol Sliwez   | 195    |
| 09   | Bree Munro     | 152    |
| 10   | Nadija Didenko | 131    |

| Rang | Name                  | Punkte |
| ---- | --------------------- | ------ |
| 01   | Jennifer Heil         | 725    |
| 02   | Heather McPhie        | 616    |
| 03   | Hannah Kearney        | 616    |
| 04   | Shannon Bahrke        | 507    |
| 05   | Margarita Marbler     | 410    |
| 06   | Kristi Richards       | 402    |
| 07   | Aiko Uemura           | 377    |
| 08   | Chloé Dufour-Lapointe | 358    |
| 09   | Eliza Outtrim         | 306    |
| 10   | Deborah Scanzio       | 243    |

| Rang | Name               | Punkte |
| ---- | ------------------ | ------ |
| 01   | Ophélie David      | 735    |
| 02   | Ashleigh McIvor    | 608    |
| 03   | Anna Holmlund      | 522    |
| 04   | Kelsey Serwa       | 487    |
| 05   | Marte Høie Gjefsen | 381    |
| 06   | Fanny Smith        | 374    |
| 07   | Danielle Poleschuk | 323    |
| 08   | Julia Murray       | 279    |
| 09   | Karin Huttary      | 272    |
| 10   | Julia Manhard      | 261    |

### Podestplätze
| Datum                                                               | Ort                 | Disz. | 1. Platz             | 2. Platz             | 3. Platz             |
| ------------------------------------------------------------------- | ------------------- | ----- | -------------------- | -------------------- | -------------------- |
| 11.12.2009                                                          | Suomu               | MO 1  | Kristi Richards      | Aiko Uemura          | Hannah Kearney       |
| 12.12.2009                                                          | Suomu               | MO    | Hannah Kearney       | Kristi Richards      | Jennifer Heil        |
| 16.12.2009                                                          | Méribel             | MO    | Wettbewerb abgesagt. | Wettbewerb abgesagt. | Wettbewerb abgesagt. |
| 19.12.2009                                                          | Changchun           | AE    | Guo Xinxin           | Li Nina              | Xu Mengtao           |
| 20.12.2009                                                          | Changchun           | AE    | Xu Mengtao           | Guo Xinxin           | Zhang Xin            |
| 19.12.2009                                                          | Innichen            | SX    | Anna Holmlund        | Ashleigh McIvor      | Ophélie David        |
| 20.12.2009                                                          | Innichen            | SX    | Anna Holmlund        | Ophélie David        | Sanna Lüdi           |
| 05.01.2010                                                          | St. Johann in Tirol | SX    | Ophélie David        | Méryll Boulangeat    | Julia Murray         |
| 08.01.2010                                                          | Calgary             | MO    | Jennifer Heil        | Nikola Sudová        | Margarita Marbler    |
| 09.01.2010                                                          | Calgary             | MO    | Jennifer Heil        | Aiko Uemura          | Nikola Sudová        |
| 10.01.2010                                                          | Calgary             | AE    | Li Nina              | Evelyne Leu          | Guo Xinxin           |
| 09.01.2010                                                          | Les Contamines      | SX    | Ashleigh McIvor      | Julia Murray         | Karin Huttary        |
| 13.01.2010                                                          | L’Alpe d’Huez       | SX    | Kelsey Serwa         | Ophélie David        | Ashleigh McIvor      |
| 14.01.2010                                                          | Deer Valley         | MO    | Heather McPhie       | Jennifer Heil        | Shannon Bahrke       |
| 15.01.2010                                                          | Deer Valley         | AE    | Lydia Lassila        | Xu Mengtao           | Li Nina              |
| 16.01.2010                                                          | Deer Valley         | MO    | Jennifer Heil        | Heather McPhie       | Michelle Roark       |
| 20.01.2010                                                          | Blue Mountain       | SX    | Marte Høie Gjefsen   | Ashleigh McIvor      | Saša Farič           |
| 21.01.2010                                                          | Lake Placid         | MO    | Hannah Kearney       | Shannon Bahrke       | Heather McPhie       |
| 22.01.2010                                                          | Lake Placid         | AE    | Lydia Lassila        | Li Nina              | Zhang Xin            |
| 24.01.2010                                                          | Lake Placid         | SX    | Kelsey Serwa         | Fanny Smith          | Ophélie David        |
| 30.01.2010                                                          | Mount Gabriel       | AE    | Li Nina              | Cheng Shuang         | Assol Sliwez         |
| 12. bis 28. Februar 2010 olympische Wettbewerbe in Cypress Mountain |                     |       |                      |                      |                      |
| 03.03.2010                                                          | Norefjell           | SX    | Wettbewerb abgesagt. | Wettbewerb abgesagt. | Wettbewerb abgesagt. |
| 06.03.2010                                                          | Branäs              | SX    | Ophélie David        | Aleisha Cline        | Fanny Smith          |
| 06.03.2010                                                          | Inawashiro          | DM    | Wettbewerb abgesagt. | Wettbewerb abgesagt. | Wettbewerb abgesagt. |
| 07.03.2010                                                          | Inawashiro          | MO    | Aiko Uemura          | Jennifer Heil        | Shannon Bahrke       |
| 12.03.2010                                                          | Grindelwald         | SX    | Kelsey Serwa         | Ashleigh McIvor      | Danielle Poleschuk   |
| 12.03.2010                                                          | Åre                 | MO    | Hannah Kearney       | Jennifer Heil        | Shannon Bahrke       |
| 13.03.2010                                                          | Åre                 | DM    | Hannah Kearney       | Shannon Bahrke       | Jennifer Heil        |
| 14.03.2010                                                          | Hasliberg           | SX    | Anna Holmlund        | Ophélie David        | Marte Høie Gjefsen   |
| 18.03.2010                                                          | Sierra Nevada       | MO    | Eliza Outtrim        | Margarita Marbler    | Heather McPhie       |
| 20.03.2010                                                          | Sierra Nevada       | SX    | Anna Holmlund        | Ophélie David        | Marte Høie Gjefsen   |

## Nationencup
| Rang | Land                | Punkte |
| ---- | ------------------- | ------ |
| 1    | Kanada              | 845    |
| 2    | Vereinigte Staaten  | 591    |
| 3    | Volksrepublik China | 452    |
| 4    | Schweiz             | 395    |
| 5    | Frankreich          | 297    |
| 6    | Australien          | 206    |
| 7    | Belarus             | 195    |
| 8    | Schweden            | 192    |
| 9    | Russland            | 179    |
| 10   | Österreich          | 174    |

| Rang | Land                | Punkte |
| ---- | ------------------- | ------ |
| 1    | Kanada              | 418    |
| 2    | Vereinigte Staaten  | 243    |
| 3    | Schweiz             | 239    |
| 4    | Frankreich          | 197    |
| 5    | Volksrepublik China | 165    |
| 6    | Belarus             | 153    |
| 7    | Schweden            | 125    |
| 8    | Russland            | 117    |
| 9    | Australien          | 094    |
| 10   | Österreich          | 073    |

| Rang | Land                | Punkte |
| ---- | ------------------- | ------ |
| 1    | Kanada              | 427    |
| 2    | Vereinigte Staaten  | 348    |
| 3    | Volksrepublik China | 287    |
| 4    | Schweiz             | 156    |
| 5    | Australien          | 112    |
| 6    | Österreich          | 101    |
| 7    | Frankreich          | 100    |
| 8    | Japan               | 085    |
| 9    | Deutschland         | 070    |
| 10   | Schweden            | 067    |